# Bazar de la Charité
O Bazar de la Charité (Bazar de Caridade) era um evento organizado anualmente pela aristocracia católica francesa. Fundado em 1885 por Harry Blount e presidido pelo barão Armand de Mackau, o bazar tinha como objetivo a venda de lingeries, bijuterias e diversos outros itens em benefício dos pobres. Com sede em Paris, foi destruído por um grave incêndio em 4 de maio de 1897, causando 129 mortes - a maioria das quais eram mulheres da alta sociedade parisiense.
O Bazar não era uma instituição única, mas uma espécie de consórcio que permitia a reunião de várias instituições de caridade num único espaço, com as vantagens de maior visibilidade perante o público e menores custos com as despesas de aluguel e de instalação dos stands.
Inicialmente instalado na Rue du Faubourg-Saint-Honoré, no 8º arrondissement de Paris, o Bazar logo mudou-se para a Rue Jean-Goujon, num terreno disponibilizado pelo banqueiro Michel Heine , onde foi construído um galpão de 80 metros de comprimento e 13 metros de largura, alugado pelo barão Mackau em 20 de março de 1897 . Mackau comprou o terreno de Michel Heine logo após o incêndio .

## Premonição
Em maio de 1896, um ano antes do incêndio , a condessa de Maillé convida a famosa vidente da Rue de Paradis, Mademoiselle Henrietta Couëdon , a uma recepção com mais de 200 convidados, onde ela declarou :
"Perto do Champs-Elysées,

Vejo um lugar baixo,

Qual não é por piedade,

Mas que se aproximou,

Por uma questão de caridade,

Qual não é a verdade,

Eu vejo o fogo subindo,

E as pessoas gritam,

Da carne queimada,

Dos corpos carbonizados,

Vejo em grande quantidade ."
Ela acrescentou que todos os que a ouvissem seriam poupados .

## Instalação
Em 6 de abril, o barão Mackau reuniu os chefes do Bazar de la Charité: Sua Alteza Real a Duquesa d'Alençon , sua nora, a duquesa de Vendôme (Henriette da Bélgica, sobrinha dos reis Leopoldo II da Bélgica e Carlos I da Romênia), a duquesa d'Uzès, a marquesa de Saint-Chamans, a condessa Greffuhle, a marquesa de Sassenay e anunciou que o Bazar seria decorado para representar uma rua de Paris na Idade Média, com bancas, as pitorescas placas de "estrebaria", pisos em trompe l'oeil, e paredes cobertas de hera e folhas.
Como bônus, o Bazar ofereceria uma apresentação cinematográfica onde, por 50 centavos, os visitantes poderiam assistir às imagens projetadas pelos irmãos Lumière por uma câmera de 35mm Normandin et Joly: "Sortie de l'usine Lumière à Lyon", "L'Arrivée d'un train en gare de La Ciotat" e "L'Arroseur arrosé".
O espaço foi dividido da seguinte forma: uma porta dupla abrindo-se para uma ampla avenida com 80m. de comprimento, ladeada por 22 balcões de madeira. À esquerda da entrada, encontravam-se as lojas; à direita, o "salon des dames".
Os balcões recebem nomes sugestivo, como "À la Tour de Nesle", "À la truie qui file", "Au lion d’or" e "Au Chat botté". Em frente a entrada foram instalados uma cozinha e uma adega. A parte de trás do galpão abre-se para um pátio, rodeado pelo Hôtel du Palais, onde foi construída uma sala para abrigar o cinematógrafo.

## Catástrofe
As vendas seriam realizadas entre 3 e 6 de maio de 1897.

No primeiro dia, houve uma homenagem à Mademoiselle de Flores, filha do embaixador espanhol. As vendas do dia 4 de maio, foram honradas com a presença de Sofia Carlota, duquesa d'Alençon. Casada com um neto do rei Luís Filipe I de França, cunhada do imperador da Áustria, Francisco José I, irmã mais nova da famosa Sissi e de Maria Sofia, ex-rainha das Duas Sicílias, Sofia, que acabara de completar 50 anos, era aparentada de todo o "Gotha" europeu. Anos antes, por ocasião da morte de Luís II da Baviera - primo e ex-pretendente de Sofia Carlota -, Sissi afirmou que o primo lhe aparecera num sonho, anunciando uma morte violenta para a imperatriz e um trágico fim para Sofia.
Os balcões são comandados por senhoras da mais alta aristocracia francesa. Às 15 horas, o Bazar é abençoado pelo Núncio apostólico.
Por volta das 16 horas, a Duquesa d'Alençon - que preside o estande do Noviciado Dominicano, localizado em uma extremidade da galeria - comenta com sua vizinha, Madame Belin: "Estou sufocando..."; Belin observa: "Se houvesse um incêndio, seria terrível!".

### O drama
Às 16h30, um acidente fatal ocorre: a lâmpada de projeção do cinematógrafo havia esgotado suas reservas de éter e precisou ser recarregada. Quando o assistente do projecionista acendeu um fósforo, o dispositivo mal isolado inflamou-se com os vapores do éter.
Momentos depois, quando os organizadores - entre eles o duque d'Alençon - foram informadas do acidente e começavam a evacuar ordeiramente as centenas de pessoas do galpão, uma cortina pegou fogo e as chamas se alastraram rapidamente pelos painéis de madeira e na cúpula alcotroada que recobria o Bazar.
Ao rugido do fogo somaram-se os gritos de pânico dos 1.200 convidados que tentavam deseseperadamente deixar o local. Várias pessoas foram pisoteadas pela multidão em fuga.
A duquesa d'Alençon teria dito à jovem condessa Mathilde d'Andlau: "Vá depressa! Não se preocupe comigo. Eu irei em seguida."
Quando os bombeiros chegaram ao local, pessoas em chamas saíam do meio do incêndio. Alguns visitantes conseguiram fugir pelo pátio interno, onde foram salvos por cozinheiros do Hotel du Palais, que retiraram três barras de uma das janelas da cozinha para permitir a passagem das vítimas.
Quinze minutos após o início do incêndio, tudo havia sido consumido: o galpão foi reduzido a uma pilha de madeira calcinada, sobre dezenas de cadáveres horrivelmente mutilados e carbonizados.
Os corpos carbonizados das vítimas do incêndio foram levados para o Palais de l'Industrie, para que as famílias pudessem identificá-los.

### Morte da Duquesa d'Alençon

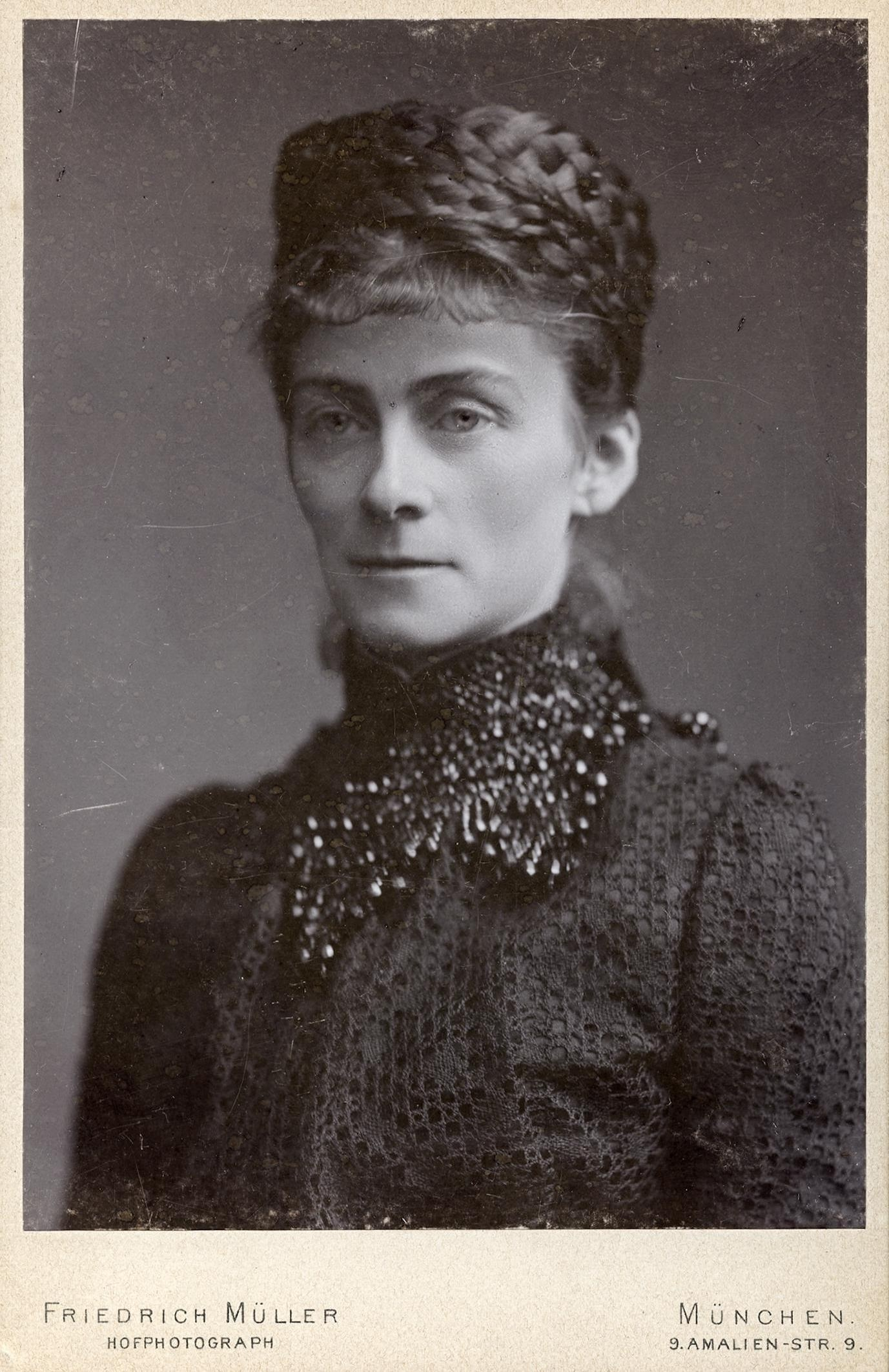
A Duquesa d'Alençon à época de sua morte.

A duquesa d'Alençon estava entre as vítimas. Permaneceu no balcão do Noviciado com poucos fiéis, após tentar, sem sucesso, encontrar seu marido no meio do tumulto.
Não se sabe se ela morreu asfixiada ou em virtude das queimaduras, mas a posição contorcida de seu corpo sugere extremo sofrimento. Seu reconhecimento definitivo só pôde ser feito através de sua arcada dentária.
Após uma missa solene celebrada em 14 de maio na Église Saint-Philippe-du-Roule, a duquesa foi sepultada na Capela Real de Dreux.

### As vítimas: quase todas mulheres
O número de vítimas diretas varia dependendo da fonte:
- O site oficial da associação Mémorial du Bazar de la Charité numera 126 vítimas [12] e divulga uma lista com 124 nomes (118 mulheres e 6 homens) [13];
- Em "La terrible Catastrophe du 4 mai 1897. Liste complète des victimes, des blessées et des blessés, des sauveteurs et des bienfaiteurs", publicado em julho de 1897, aparecem os nomes de 132 vítimas (123 mulheres e 9 homens), além de três corpos não identificados [14];
- Em sua edição de 14 de maio de 1897, Le Petit Journal publica estatísticas oficiais das vítimas, fornecida pelo departamento de estatística municipal e divulgada na noite de 8 de maio, com os nomes de 111 pessoas que morreram durante o incêndio (dos quais apenas 106 haviam sido identificadas até então) e 10 que morreram em virtude das queimaduras, perfazendo um total de 121 vítimas (110 mulheres, 6 homens e 5 não identificados) [15].

Entre os mortos, nota-se uma grande maioria de mulheres - quase todas nativas da aristocracia - e um pequeno número de homens. A jornalista feminista Séverine publicou um artigo intitulado "Qu'ont fait les hommes?" ("Que fizeram os homens?") na primeira página do L'Écho de Paris de 14 de maio de 1897  e no Le Journal, abordando a fuga dos homens durante o desastre: "Entre esses homens (cerca de duzentos), pode-se citar dois que foram admiráveis e mesmo uns 10 que cumpriram com seu dever. Os demais fugiram, e não apenas não salvaram ninguém, como ainda forçaram passagem por sobre o corpo feminino, com chutes, socos e bengalas."
Entre as instituições afetadas por esta tragédia, estava o balcão número 17, da Œuvre des saints-anges, cuja presidente, a baronesa-viúva de Saint-Didier, e vários outros membros pereceram no incêndio. A Œuvre des saints-anges sobreviveu à tragédia e hoje é uma das poucas instituições, presentes no cenário da catástrofe, ainda ativa.
Outra instituição, a Sociedade de São Vicente de Paulo, não foi poupada: treze "Damas da Caridade" e três "Filhas da Caridade" morreram carbonizadas .
Vítimas indiretas:
- o general Poillouë de Saint-Mars, morreu de um ataque cardíaco quando soube da morte de um ente querido no incêndio;
- o duque d'Aumale morreu de um ataque cardíaco em 7 de maio, após ter escrito cartas de condolências às famílias da nobreza;

### Lista das vítimas
- Hélène Barassé (1874-1897)

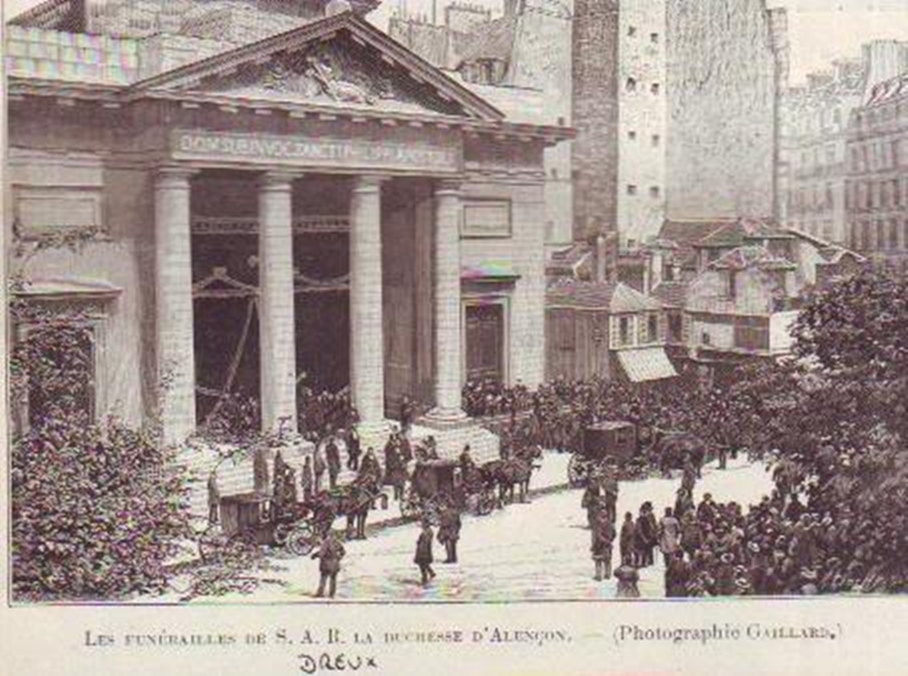
Funerais da Duquesa d'Alençon.

- Sua Alteza Real Sofia Carlota da Baviera, duquesa d'Alençon (1847-1897)

- Hélène Bernard-Dutreil (1878-1897)
- Antonie de Bésiade d' Avaray, condessa Audéric de Moustier (1825-1897)
- Claire Beucher de Saint Ange (1829-1897)
- Laure Beucher de Saint Ange (1827- 1897)
- Elise Blonska (1835-1897)

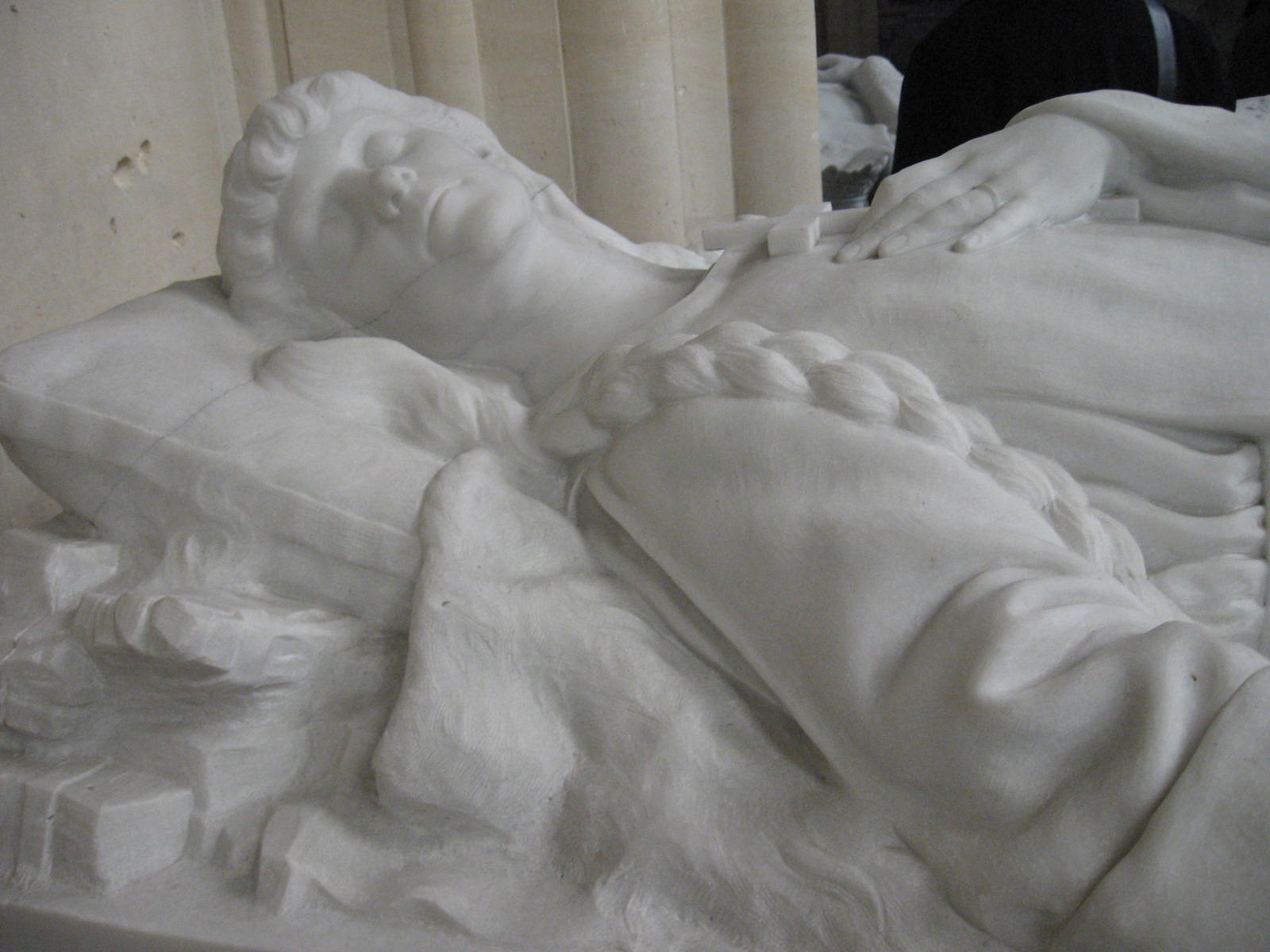
Túmulo da Duquesa d'Alençon, na Capela Real de Dreux.

- Louise Boissié, madame Eugène Chalmel (1835-1897)
- Edmée Braun, madame Etienne Moreau-Nélaton (1864-1897)
- Clémence Capitaine, marquesa d'Isle (1847-1897)
- Cécile Carrière, madame Edmond Cuvillier 1847- 1897)
- Pauline Carrière, madame Frédéric Dillaye (1855-1897)
- Jeanne Carteron (1862-1897)
- Camille Chabot (1874-1897)
- Madeleine de Clerq (1887-1897)
- Marie de Commeau (1838-1897)
- Doña Adélaïda Corradi y Anduga, madame Florez (1847-1897)
- Marguerite de Cossart d'Espiès (1847-1897)
- Caroline Cosseron de Villenoisy (1828-1897)
- Laure de Crussol d'Uzès, condessa d'Unolstein (1838-1897)
- Ester Cuvillier (1892-1897)
- Louise Dagneau, madame Alphonse Gosse (1846-1897)
- Amélie Daireaux, madame Hugues de Carbonnel (1853-1897)
- Claire Dalloyau, madame Auguste Bouvyer (1838-1897)
- Flore Damiens dit Fortin, madame Paul Hauducoeur 1845- 1897)
- Alfred David (1892-1897)
- Lucie Dehondt, Irmã Vicentina das Filhas da Caridade de São Vicente de Paulo (1871-1897)
- Hélène Delaune (1876-1897)
- Suzanne Dephieu, madame Alexandre Rabèry (1849-1897)
- Berthe Deschamps, madame Alfred Gohin (1862-1897)
- Valérie Demazières, madame Léopold Germain (1841-1897)
- Thérèse Donon, baronesa de Saint Didier (1857-1897)
- Joseph Donon (1883-1897)
- Marie du Quesne, viscondessa de Bonneval 1857-1897)
- Germaine Feulard (1887-1897)
- Dr. Henri Feulard (1858-1897)
- Alphonsine Fortin, madame Eugène Vimont (1829-1897)
- Jeanne Frémyn, madame Léon Le Normand (1858-1897)
- Annette Gabiot, madame Firmin Goupil (1851-1897)
- Eulalie Gariel, madame Ferdinand Jauffred (1847-1897)
- Juilie Garivet, Irmã Maria Madalena, das Irmãs Paulinas (1853-1897)
- Louise Gérondeau (1870-1897)
- Marie Gillet, madame Louis Borne (1863-1897)
- Anna Ginoux Defermon, Irmã Maria, das Filhas da Caridade de São Vicente de Paulo (1863-1897)
- Marie Glandaz, madame Gustave Laneyrie (1854-1897)
- Angèle Gosse (1877-1897)
- Zoë Gosse (1878-1897)
- Agnès de Gosselin, condessa Mimerel (1874-1897)
- Elisabeth Grenn de Saint Marsault, baronesa de Saint Martin (1836-1897)
- Marguerite Gros, madame Gaston de Clermont (1850-1897)
- Blanche Grossier, madame Achille Chouippe (1852-1897)
- Hélène Guérard, madame Fernand Duclos de Varanval (1873-1897)
- Marie Guérin, madame Benjamin Delaune (1853-1897)
- Elizabeth de Guillebon (1873-1897)
- Léonie Guillemain (1868-1897)
- Amélie Guyard-Delalain, madame Alfred Carteron (1829-1897)
- Hélène de Haber, condessa de Horn (1831-1897)
- Jenny Hartmann, madame Nicolas Schlumberger (1828-1897)
- Marie Louise Hatte de Chevilly (1876-1897)
- Yvonne Hatte de Chevilly (1879-1897)
- Madeleine Hauducoeur (1870-1897)
- Henriette d'Hinnisdal (1874-1897)
- Marie Hoskier, madame Eugène Roland-Gosselin (1858-1897)
- Emma Hubert, madame Eugène Legrand (1833-1897)
- Hélène d'Isle (1875-1897)
- Alice Jacqmin (1880-1897)
- Emma Jaume (1830-1897)
- Cécile Jullian, madame François Buchillet (1845-1897)
- Jeanne de Kergorlay, viscondessa de Saint Perrier (1849-1897)
- Angélique de la Briffe, madame Eugène Huzar (1833-1897)
- Isabelle de Lassus, madame Joseph de Carayon La Tour (1834-1897)
- Mathilde Leclerc de Juigné, viscondessa de Damas (1828-1897)
- Lina Lefèvre-finucane (1873-1897)
- Laure Lejeune, madame Abel Brasier de Thuy (1828-1897)
- Marie Le Royer de la Tournerie, viscondessa de Malézieu (1869-1897)
- Suzanne Le Sourd, madame Pierre Cordoën (1869- 1897)
- Alix Loubaresse, madame Adolphe Rivière (1848-1897)
- Louise Lourmand (1868-1897)
- Isabelle Maison, madame Albert Lefèvre de Vatimesnil (1845-1897)
- Antoinette de Mandat de Grancet (1876-1897)
- Marie de Marbot, madame Victor de Valence (1848-1897)
- Eugénie Marlé, madame Louis Chapuis (1853-1897)
- Albert Masure (1832-1897)
- Christianne Meilhac 1882-1897)
- Laura Meinell, viscondessa d'Avenel (1855-1897)
- Mathilde Michel, madame Jules Pierre (1866-1897)
- Claire Moisson (1855-1897)
- Ernestine Moreau (1862-1897)
- general Munier (1827-1897)
- Camille Nélaton, madame Adolphe Moreau (1840-1897)
- Suzanne Nitot (1855-1897)
- Jeanne Odart de Rilly, condessa de la Blotterie (1850-1897)
- Lydie Panon Desbassayns de Richemont, madame Léon de Gosselin (1841-1897)
- Louise Pedra, baronesa Saint Didier (1816-1897)
- Amélie Pellerin de Lastelle, condessa Sérrurier (1839-1897)
- Marguerite Peretti, madame Léon Valentin (1856-1897)
- Pénélope Pétrocochino, madame Vlasto (1836-1897)
- Marie Louise Picqué (1863-1897)
- Hélène de Poggenpohl, madame Jacques Haussmann (1854-1897)
- Victor Potdevin (1825-1897)
- Berthe Rabéry, madame Louis Gentil (1873-1897)
- Aline Ramboug, madame Anatole Le Brun de Sesseval (1826-1897)
- Marguerite Rémond, Irmã Santa Clara , das Irmãs Paulinas (1835-1897)
- Louise de Rivière, condessa de Luppé (1844-1897)
- Dr. Ernest Rochet (1830-1897)
- Marie Roubaud de Cournand, madame Maurice Lafitte de Canson (1844-1897)
- Adèle Sabatier, Irmã Josefa, das Filhas da Caridade de São Vicente de Paulo (1830-1897)
- Josephine Saintin, madame Charles Monti (1851-1897)
- Antoinette Senez, madame Auguste du Verdier de Suze 1842-1897)
- Marie Thérèse Simon (1874-1897)
- Emilie Stiebel, madame Louis Kann (1849-1897)
- Louise Terre (1849-1897)
- Virginie Thomazeau, Soeur Electa das Filhas da Cruz de Santo André (1826-1897)
- Lucy Touttain, madame Emile Nitot (1863-1897)
- Valèrie Tuquet de La Boisserie, viscondessa de Beauchamp (1867-1897)
- Antoinette de Valence de Minardière (1877-1897)
- Marguerite de Valence de Minardière (1880-1897)
- Sabine de Vallin (1838-1897)
- Elodie Van Biervelet (1877-1897)
- Valérie Verhasselt (1876-1897)
- Julia de Villiers de La Noue, marquesa de Bouthillier Chavigny (1844-1897)
- Justine Waller, condessa de Villeneuve (1857-1897)
- Mathilde de Weisweiller, madame Théodore Porgès (1854-1897)
- Elise Weyer, baronesa Hoskier (1836-1897)
- Germaine d'Yrenne de Lalanne, condessa d'Isoard Vauvenargues (1867-1897)

### Capela de Nossa Senhora da Consolação

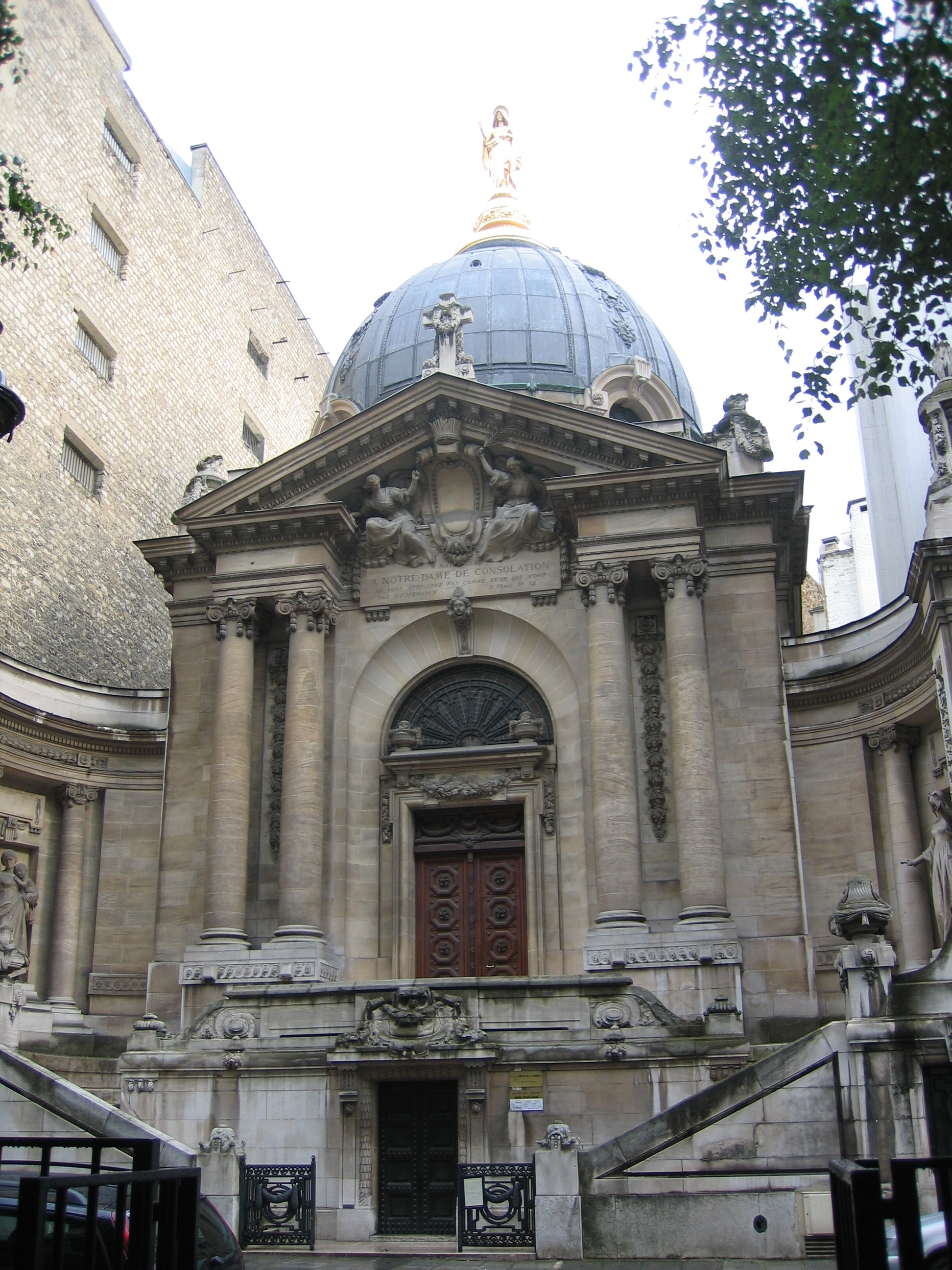
Capela de Nossa Senhora da Consolação.

Uma lista foi lançada por iniciativa do Cardeal Richard, Arcebispo de Paris, para comprar o terreno ocupado pelo Bazar e nele construir uma capela memorial, projetada pelo arquiteto Albert Guilbert.
A pedra fundamental foi lançada em maio de 1898 e a Capela de Nossa Senhora da Consolação foi inaugurada em maio de 1900, sob a égide do Cardeal Richard.
A capela pertence à associação do Mémorial du Bazar de la Charité  - formada por descendentes das vítimas do incêndio de 4 de maio de 1897 - e foi classificada como Monumento Histórico em 19 de fevereiro de 1982. Em seu interior, os nomes de 126 vítimas estão inscritos em seis placas de mármore preto, com letras de ouro .

### Monumento no Cemitério do Père-Lachaise
Por decreto municipal de 28 de fevereiro de 1899, foi concedido um benefício às vítimas sobreviventes do incêndio de 4 de maio de 1897.
A cidade de Paris, erigiu um monumento "Às vítimas desconhecidas do incêndio do Bazar de la Charité - 04 de maio de 1897", no Cemitério do Père-Lachaise. O monumento é mantido pela prefeitura de Paris.

## Nota
- Este artigo foi inicialmente traduzido, total ou parcialmente, do artigo da Wikipédia em francês cujo título é «Bazar de la Charité», especificamente desta versão.